# Куліга туамотуанська
Куліга туамотуанська (Prosobonia parvirostris) — вид сивкоподібних птахів родини баранцевих (Scolopacidae). Поширений в Полінезії.

## Поширення
Ендемік островів Туамоту у Французькій Полінезії. Вид був зареєстрований на таких атолах, розташованих з північного заходу на південний схід:
- Рангіроа, Ніау, Кауехі і Факарава на островах Палізер.
- Рарака, Катіу, Таханеа, Туанаке, Хіті і Тепото (Острови Раєвського).
- Пука-Пука (острови Дісаппоінтмент).
- Ануанураро (Острови Герцога Глостера).
- Нукутаваке і Пінакі (між островами Раєвського та Актеон).
- Тенараро, Ваханга, Тенарунга, Матуреївавао, Марутеа і Марія-Ест на островах Актеон (або поблизу).
- Моране (на південь від групи Актеон).
- Макароа, Камака і Мануї (острови Гамб'є).

Цей птах живе на незайманих атолах, де харчується на відкритих територіях, включаючи береги, пляжі та чагарники; рідше зустрічається в заростях пандануса.

## Опис
Його довжина становить 17 см. Дзьоб чорний, загострений і короткий. Оперення коричневе або каштанове на верхній частині з візерунками світліших відтінків на спині і крилах і з дрібними білими лініями або крапками на голові; широка біла брова, білі щоки і підборіддя. Хвостові пера коричневі з білими кінчиками та білими трикутними мітками на зовнішніх перетинках. Нижня частина тіла білувата або кремова, темно-коричнева або палева з коричневими лініями, особливо на грудях.

## Спосіб життя
Харчується в основному безхребетними, насінням, нектаром і рослинним матеріалом, який він видобуває з кущів і дерев, а також на поверхні землі і з листя. Живе парами під час розмноження на дуже невеликих територіях приблизно 20×30 м. Гніздиться як у кущах, якщо їх знаходить, так і на землі. Самиці відкладають по два яйця.